# Distrito electoral de Gilmore I (condado de Sarpy, Nebraska)
Gilmore I (en inglés: Gilmore I Precinct) es un distrito electoral ubicado en el condado de Sarpy en el estado estadounidense de Nebraska. En el Censo de 2010 tenía una población de 924 habitantes y una densidad poblacional de 548,02 personas por km².

## Geografía
Gilmore I se encuentra ubicado en las coordenadas 41°10′20″N 95°57′36″O / 41.17222, -95.96000. Según la Oficina del Censo de los Estados Unidos, Gilmore I tiene una superficie total de 1.69 km², que corresponden a tierra firme.

## Demografía
Según el censo de 2010, había 924 personas residiendo en Gilmore I. La densidad de población era de 548,02 hab./km². De los 924 habitantes, Gilmore I estaba compuesto por el 81.17% blancos, el 5.3% eran afroamericanos, el 0.22% eran amerindios, el 3.46% eran asiáticos, el 0.11% eran isleños del Pacífico, el 3.9% eran de otras razas y el 5.84% pertenecían a dos o más razas. Del total de la población el 15.37% eran hispanos o latinos de cualquier raza.